# Martin Wickramasinghe
Pour les articles homonymes, voir Wickramasinghe.
Martin Wickramasinghe, né à Koggala (district de Galle) le 29 mai 1890 et mort à Bandarawela le 23 juillet 1976, est un écrivain srilankais, auteur de romans, de nouvelles et d'essais, consacrés notamment à la langue et la culture cingalaise et au bouddhisme, ainsi que d'articles de presse. Ses œuvres ont été traduites dans de nombreuses langues, plusieurs ont été portées à l'écran par Lester James Peries. Le musée d'arts et traditions populaires de Koggala porte son nom.

## Sélection d'œuvres en langue française
- Viragaya ou le non-attachement (traduit par Bhikkhu Mandawala Pannawansa), L'Harmattan, Paris, 1995, 203 p.  (ISBN 2-7384-3486-X)